# Persea perglauca
Persea perglauca és una espècie de planta en la família Lauraceae. És un arbre endèmic de Guatemala que va ser únicament registrat en el departament de Baixa Verapaz. Creix en bosc alt, i pot arribar a una alçada de 20 m.